# Győri ETO KC
El Györi ETO (Győri Egyetértés Torna Osztály Kézilabda Club y, por motivos de patrocinio, Győri Audi ETO KC) es un club profesional de balonmano femenino de Győr, Hungría, fundado en 1948. 
Destacado tanto a nivel nacional como europeo, ha ganado 18 títulos de la liga húngara y 15 Copas de Hungría, logrando una racha consecutiva de campeonatos entre 2008 y 2014. En competiciones europeas, ha obtenido la Liga de Campeones de la EHF en siete ocasiones (2013, 2014, 2017, 2018, 2019, 2024 y 2025) y ha alcanzado varias finales adicionales en torneos continentales.

## Palmarés
- Liga de Hungría (18): 1957, 1959, 2005, 2006, 2008, 2009, 2010, 2011, 2012, 2013, 2014, 2016, 2017, 2018, 2019, 2022, 2023, 2025
- Copa de Hungría (15): 2005, 2006, 2007, 2008, 2009, 2010, 2011, 2012, 2013, 2014, 2015, 2016, 2018, 2019, 2021
- Supercopa de Hungría (2): 2014, 2015
- Champions League (7): 2013, 2014, 2017, 2018, 2019, 2024, 2025[2]

## Plantilla 2024/25
Entrenador:  Per Johansson  Hungría 
| N.º | Nac.                        | Jugadora              | Pos.              | F.N.                     | 1.ªT | A.C. | C.A.                    |
| --- | --------------------------- | --------------------- | ----------------- | ------------------------ | ---- | ---- | ----------------------- |
| 5   | Bandera de Suecia           | Linn Blohm            | Pivote            | 20 de mayo de 1992       | 2021 | 2025 | Minaur Baia Mare        |
| 7   | Bandera de Noruega          | Kari Brattset Dale    | Pivote            | 15 de febrero de 1991    | 2018 | 2027 | Vipers Kristiansand     |
| 9   | Bandera de Suecia           | Anna Lagerquist       | Pivote            | 16 de octubre de 1993    | 2024 | 2025 | Neptunes de Nantes      |
| 10  | Bandera de Brasil           | Bruna de Paula        | Lateral izquierda | 26 de septiembre de 1996 | 2023 | 2025 | Metz Handball           |
| 11  | Bandera de Corea del Sur    | Ryu Eun-hee           | Lateral derecha   | 24 de febrero de 1990    | 2021 | 2025 | Busan                   |
| 14  | Bandera de Noruega          | Kristine Breistøl     | Lateral izquierda | 23 de agosto de 1993     | 2024 | 2026 | Team Esbjerg            |
| 17  | Bandera de los Países Bajos | Kelly Dulfer          | Lateral izquierda | 21 de marzo de 1994      | 2024 | 2027 | HB Ludwigsburg          |
| 20  | Bandera de Dinamarca        | Kristina Jørgensen    | Central           | 18 de enero de 1998      | 2024 | 2027 | Metz Handball           |
| 21  | Bandera de Noruega          | Veronica Kristiansen  | Lateral izquierda | 10 de julio de 1990      | 2018 | 2027 | FC Midtjylland          |
| 22  | Bandera de Hungría          | Viktória Győri-Lukács | Extremo derecha   | 31 de octubre de 1995    | 2020 | 2026 | Ferencvárosi TC         |
| 23  | Bandera de Hungría          | Csenge Fodor          | Extremo izquierda | 23 de abril de 1999      | 2017 | 2025 | NEKA                    |
| 26  | Bandera de Noruega          | Emilie Hovden         | Extremo derecha   | 5 de abril de 1996       | 2023 | 2025 | Viborg HK               |
| 27  | Bandera de Francia          | Estelle Nze Minko     | Central           | 11 de agosto de 1991     | 2019 | 2027 | Siófok KC               |
| 28  | Bandera de los Países Bajos | Bo van Wetering       | Extremo izquierda | 5 de octubre de 1999     | 2024 | 2027 | Odense Håndbold         |
| 48  | Bandera de los Países Bajos | Dione Housheer        | Lateral derecha   | 26 de septiembre de 1999 | 2024 | 2027 | Odense Håndbold         |
| 89  | Bandera de Dinamarca        | Sandra Toft           | Guardameta        | 18 de octubre de 1989    | 2022 | 2027 | Brest Bretagne Handball |
| 99  | Bandera de Francia          | Hatadou Sako          | Guardameta        | 21 de octubre de 1995    | 2024 | 2027 | Metz Handball           |

## Pabellón
- Nombre: Audi Aréna Győr
- Ciudad: Györ
- Aforo: 5.500 espectadores